# Mazu

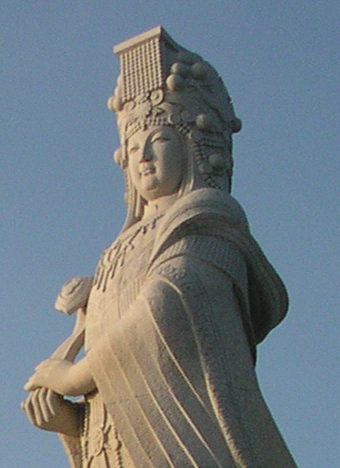
Māzǔ-Statue auf Kinmen (Quemoy), Taiwan 2006

Mazu (chinesisch 媽祖 / 妈祖, Pinyin Māzǔ, W.-G. Ma³-tsu³, Jyutping Maa1*5zou2 – „Mutterahn“; vietnamesisch Ma Tổ) ist eine daoistische Göttin.
Sie wird auch als Tianhou (chinesisch 天后, Pinyin Tiānhòu, W.-G. T`ien-Hou, Jyutping Tin1hau6; vietnamesisch Thiên Hậu) bezeichnet, was „Himmelskönigin“ bedeutet. Strikt zu unterscheiden ist sie von der ebenfalls so bezeichneten Göttin Doumu, der „Göttin des Scheffels“ bzw. des „Polarsterns“.

## Geburt
Geboren wurde Māzǔ um 960 zur ersten Regierungszeit Jianlong (建隆) von Kaiser Song Taizu (960–976) als jüngste Tochter eines Fischers auf der Insel Meizhou im historischen Kreis Putian (莆田县,  Pútián Xiàn) – heute bezirksfreie Stadt Putian – in der Provinz Fujian mit dem Namen Lin Moniang (林默娘). Nach ihrer Geburt soll sie nicht geschrien haben, was ihr den Namen „Stilles Mädchen“ einbrachte.

## Wundertaten
Zahlreiche Legenden berichten von Lins Wundertaten. Nach einer davon soll sie durch übernatürliche Kräfte ihre Familie aus schwerer Seenot errettet haben: Als ihr Vater und ihre Brüder draußen auf dem Meer von einem Taifun überrascht in Lebensgefahr gerieten, fiel Lin in einen traum- oder tranceartigen Zustand, in dem sie ihre Angehörigen ertrinken sah. Es gelang ihr aber, ihre Brüder mit den Händen, ihren Vater mit dem Mund aufzufangen. Aufgrund von Lins Regungslosigkeit glaubte ihre mit ihr an Land verbliebene Mutter, auch ihre Tochter sei nun gestorben. Aus Sorge um das Wohl der Mutter gab Lin ein Lebenszeichen in Form eines schwachen Schreis von sich. Hierdurch verloren sie aber den im Mund bewahrten Vater, der daraufhin auf See umkam.

## Tod

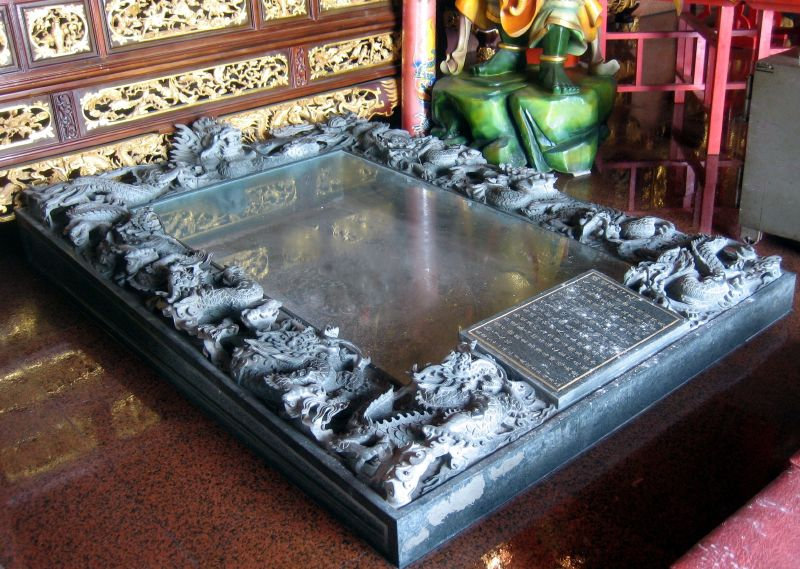
„Grab von Lin Moniang“ in Nangan, Matsu-Inseln 2008

Lin selbst starb einen frühen Tod als Jungfrau: Nach einer Überlieferung ertrank sie mit 17 Jahren beim Schwimmen auf der Suche nach ihrem vermissten Vater, nach einer anderen wurde sie im Alter von 27 bei Besteigung eines Berges unmittelbar in den Himmel entrückt.

## Verwandlung zur Göttin
Jedenfalls wurde sie daraufhin in den daoistischen Götterpantheon aufgenommen. Als Schutzgöttin der Fischer und Seeleute wird sie naturgemäß besonders in Küsten- und Hafenstädten verehrt. Religionsgeschichtlich handelt es sich um eine weitere Ausprägung des sog. Mutterarchetyps, also der bewahrenden und schützenden Frau.

## Ikonographie
Ikonographisch wird Māzǔ meist als dunkel- bis schwarzhäutige weibliche Gestalt in leuchtend kostbaren Textilgewändern dargestellt. Daneben sind dort aber auch blendend-weiße Marmorstatuen Tin Haus/Mazus anzutreffen.

## Verehrung
Weltweit gibt es etwa 1.500 Māzǔ-Tempel in 26 Ländern. Zentrum des Kultes ist naturgemäß Lins Geburtsort, die Insel Meizhou.

### Hongkong
In Hongkong wird die dort meist als „Tin Hau“ genannte Meeresgöttin Māzǔ in etwa 102 Tempeln verehrt. „Tin Hau“ (天后區,  Tiānhòu Oū) ist außerdem eine inoffizielle Bezeichnung eines geografisch nicht genau definierten Stadtviertels im Osten von Causeway Bay. Seit der Eröffnung der Island Line der MTR-U-Bahn-Linie am 31. Mai 1985 existiert eine U-Bahn-Haltestelle namens Tin Hau Station (天后站,  Tiānhòu Zhàn) auf dem Hong Kong Island, die nach dem nahgelegene historischen Tin-Hau-Tempel von Causeway Bay (銅鑼灣天后廟,  Tóngluó Wān Tiānhòu Miào) östlich von Victoria Park benannt ist.

### Macau
In Macau gibt es drei Tin-Hau-Tempel, jeweils einer davon auf der Halbinsel Macau (Macao), in Coloane und in Taipa. Die Stadt verdankt sogar ihren Namen der Himmelskönigin, geht dieser doch auf den 1448 der Göttin Mazu geweihten A-Ma-Tempel zurück.

### Singapur
Im Chinatown von Singapur gibt es einen Altar für Mazu in der Tempelanlage Thian Hock Keng.

### Taiwan
Auf der Insel Taiwan sind etwa 800–1000 Tempel ganz oder teilweise der Göttin Māzǔ geweiht. Der berühmteste davon ist der Jenlan-Tempel (鎮瀾宮,  Zhènlán Gōng – „Zhenlan-Tempel“) im Bezirk Dajia der Stadt Taichung, zu dem alljährlich im Frühling eine große Pilgerfahrt stattfindet. Ebenfalls sehr beliebt ist der Chaotian-Tempel (朝天宮,  Cháotiān Gōng) in Beigang im Landkreis Yunlin. Auf Lins Heimatinsel Meizhou schließlich befindet sich der Tempel der Himmelskönigin (天后宮湄洲祖廟,  Tiānhòugōng Méizhōu Zǔmiào).

### Vereinigten Staaten

#### Chinatown
Ein weiteres Zentrum der Māzǔ-Verehrung sind die Chinatowns in den Vereinigten Staaten. So ist etwa der 1852 in San Francisco errichtete älteste daoistische Tempel der USA der Meeresgöttin geweiht. Ein weiteres bekanntes Heiligtum befindet sich im Chinatown von Los Angeles, der erst 2005 fertiggestellte und bei Touristen sehr beliebte Chùa Bà Thiên Hậu, der auch als Sitz der chinesisch-vietnamesischen Wohltätigkeitsorganisation Camau Association of America dient.
Viele geografische Orts- und Straßennamen in China bzw. Taiwan sind nach der Göttin Māzǔ benannt, so beispielsweise die Matsu-Inseln in der Taiwan-Straße.

## Weltweite Würdigung
2009 wurde Bräuche zur Verehrung der Gottheit Mazu von der UNESCO in die Repräsentative Liste des immateriellen Kulturerbes der Menschheit aufgenommen.